# Mistrovství světa v judu 1981 – muži – těžká váha (+95kg)
Zápasy v judu na XI. mistrovství světa v kategorii těžkých vah mužů proběhly v Maastrichtu, 3. září 1981.

## Finále
| Finále            |                   |
| ----------------- | ----------------- |
| Grigorij Veričev  | Jasuhiro Jamašita |
| Jasuhiro Jamašita | Jasuhiro Jamašita |

## Opravy / O bronz
Do oprav se dostali judisté, kteří během turnaje prohráli svůj zápas s jedním ze dvou finalistů.
| opravy            | opravy          | o bronz         |                 |
| ----------------- | --------------- | --------------- | --------------- |
| Vladimír Kocman   | Vladimír Kocman | Vladimír Kocman | Vladimír Kocman |
| Marvin McLatchie  | Vladimír Kocman | Vladimír Kocman | Vladimír Kocman |
|                   | Wojciech Reszko | Vladimír Kocman | Vladimír Kocman |
|                   |                 | Fred Olhorn     | Vladimír Kocman |
| Kolbeinn Gíslason | Juha Salonen    | Juha Salonen    | Juha Salonen    |
| Juha Salonen      | Juha Salonen    | Juha Salonen    | Juha Salonen    |
|                   | Pedro Soler     | Juha Salonen    | Juha Salonen    |
|                   |                 | Čo Jong-čchol   | Juha Salonen    |

## Pavouk
|   | 1/32                      | 1/16                      | čtvrtfinále        | semifinále        | finále            |
| - | ------------------------- | ------------------------- | ------------------ | ----------------- | ----------------- |
| A | Garry Pinchen             | Wojciech Reszko           | Wojciech Reszko    | Grigorij Veričev  | Grigorij Veričev  |
| A | Wojciech Reszko           | Wojciech Reszko           | Wojciech Reszko    | Grigorij Veričev  | Grigorij Veričev  |
| A | Mohamed Bel-Atar          | Carlos Motta              | Wojciech Reszko    | Grigorij Veričev  | Grigorij Veričev  |
| A | Carlos Motta              | Carlos Motta              | Wojciech Reszko    | Grigorij Veričev  | Grigorij Veričev  |
| A | Vladimír Kocman           | Grigorij Veričev          | Grigorij Veričev   | Grigorij Veričev  | Grigorij Veričev  |
| A | Grigorij Veričev          | Grigorij Veričev          | Grigorij Veričev   | Grigorij Veričev  | Grigorij Veričev  |
| A | volný los                 | Marvin McLatchie          | Grigorij Veričev   | Grigorij Veričev  | Grigorij Veričev  |
| A | volný los                 | Marvin McLatchie          | Grigorij Veričev   | Grigorij Veričev  | Grigorij Veričev  |
| B | Peter Adelaar             | Peter Adelaar             | Fred Olhorn        | Fred Olhorn       | Grigorij Veričev  |
| B | Salih Al-Takruni          | Peter Adelaar             | Fred Olhorn        | Fred Olhorn       | Grigorij Veričev  |
| B | Fred Olhorn               | Fred Olhorn               | Fred Olhorn        | Fred Olhorn       | Grigorij Veričev  |
| B | Marino Beccacece          | Fred Olhorn               | Fred Olhorn        | Fred Olhorn       | Grigorij Veričev  |
| B | Douglas Nelson            | Douglas Nelson            | Dimitar Zaprjanov  | Fred Olhorn       | Grigorij Veričev  |
| B | Jean Zinniker             | Douglas Nelson            | Dimitar Zaprjanov  | Fred Olhorn       | Grigorij Veričev  |
| B | volný los                 | Dimitar Zaprjanov         | Dimitar Zaprjanov  | Fred Olhorn       | Grigorij Veričev  |
| B | volný los                 | Dimitar Zaprjanov         | Dimitar Zaprjanov  | Fred Olhorn       | Grigorij Veričev  |
| C | Mark Berger               | Mohamed Alí Rašwan        | Mohamed Alí Rašwan | Čo Jong-čchol     | Jasuhiro Jamašita |
| C | Mohamed Alí Rašwan        | Mohamed Alí Rašwan        | Mohamed Alí Rašwan | Čo Jong-čchol     | Jasuhiro Jamašita |
| C | Alexander von der Groeben | Alexander von der Groeben | Mohamed Alí Rašwan | Čo Jong-čchol     | Jasuhiro Jamašita |
| C | Dimitri Marée             | Alexander von der Groeben | Mohamed Alí Rašwan | Čo Jong-čchol     | Jasuhiro Jamašita |
| C | Angelo Parisi             | Angelo Parisi             | Čo Jong-čchol      | Čo Jong-čchol     | Jasuhiro Jamašita |
| C | András Ozsvár             | Angelo Parisi             | Čo Jong-čchol      | Čo Jong-čchol     | Jasuhiro Jamašita |
| C | volný los                 | Čo Jong-čchol             | Čo Jong-čchol      | Čo Jong-čchol     | Jasuhiro Jamašita |
| C | volný los                 | Čo Jong-čchol             | Čo Jong-čchol      | Čo Jong-čchol     | Jasuhiro Jamašita |
| D | Pedro Soler               | Pedro Soler               | Pedro Soler        | Jasuhiro Jamašita | Jasuhiro Jamašita |
| D | Chalid Al-Garíb           | Pedro Soler               | Pedro Soler        | Jasuhiro Jamašita | Jasuhiro Jamašita |
| D | volný los                 | Julio Drube               | Pedro Soler        | Jasuhiro Jamašita | Jasuhiro Jamašita |
| D | volný los                 | Julio Drube               | Pedro Soler        | Jasuhiro Jamašita | Jasuhiro Jamašita |
| D | Jasuhiro Jamašita         | Jasuhiro Jamašita         | Jasuhiro Jamašita  | Jasuhiro Jamašita | Jasuhiro Jamašita |
| D | Kolbeinn Gíslason         | Jasuhiro Jamašita         | Jasuhiro Jamašita  | Jasuhiro Jamašita | Jasuhiro Jamašita |
| D | volný los                 | Juha Salonen              | Jasuhiro Jamašita  | Jasuhiro Jamašita | Jasuhiro Jamašita |
| D | volný los                 | Juha Salonen              | Jasuhiro Jamašita  | Jasuhiro Jamašita | Jasuhiro Jamašita |